# Kamimuria notalis
Kamimuria notalis és una espècie d'insecte pertanyent a la família dels pèrlids que es troba a Àsia: Rússia.